# Крентје
Крентје (фр. Craintilleux) насеље је и општина у источној Француској у региону Рона-Алпи, у департману Лоара која припада префектури Монбризон.
По подацима из 2011. године у општини је живело 1188 становника, а густина насељености је износила 144,53 становника/km². Општина се простире на површини од 8,22 km². Налази се на средњој надморској висини од 353 метара (максималној 379 m, а минималној 348 m).

## Демографија
| 1962. | 1968. | 1975. | 1982. | 1990. | 1999. | 2011. |
| ----- | ----- | ----- | ----- | ----- | ----- | ----- |
| 298   | 322   | 403   | 668   | 752   | 900   | 1.188 |

График промене броја становника у току последњих година